# Ranunculus vuolijokiensis
Ranunculus vuolijokiensis är en ranunkelväxtart som beskrevs av S. Ericsson. Ranunculus vuolijokiensis ingår i släktet ranunkler, och familjen ranunkelväxter. Inga underarter finns listade i Catalogue of Life.